# Enron
Der Energiekonzern Enron gehörte zu den größten Konzernen der USA und hatte seinen Firmensitz in Houston, Texas. Enron bezeichnete sich in Veröffentlichungen gerne als „The World's Greatest Company“ („Großartigste Firma der Welt“) und wurde von zahlreichen Medien für lange Zeit als angeblich höchst innovatives Unternehmen gelobt und ausgezeichnet. Enron beschäftigte etwa 22.000 Mitarbeiter. Im Jahr 2001 verursachte die Enthüllung fortgesetzter Bilanzfälschungen einen der größten Unternehmensskandale, die die US-Wirtschaft bislang erlebte.
Die Vorgänge hatten eine drastische Verschärfung der in den Regierungsjahren zuvor entschärften gesetzlichen Vorschriften zur Unternehmensberichterstattung zur Folge, den Sarbanes-Oxley Act. Wegen ihrer nach dem Skandal vehement dementierten engen Verbindungen zum Enron-Gründer und CEO Kenneth Lay geriet auch die Regierung von George W. Bush in scharfe Kritik.

## Chronik
Im Juli 1985 fusionierte das US-Unternehmen Houston Natural Gas (HNG) mit Internorth, einem Erdgas-Konzern aus Omaha, zum Konzern Enron, der hauptsächlich als Betreiber von Gaspipelines tätig war. Nach dem Einstieg in den Erdgashandel 1989 wurde Enron innerhalb kurzer Zeit der größte Gashändler in den USA und Großbritannien. 1999 wurde das Unternehmen EOG Resources als selbständiges Unternehmen von Enron abgetrennt.
1992 deregulierte die Regierung unter George H. W. Bush den Strommarkt. Zuvor waren die Unternehmen (seit Franklin D. Roosevelt) unter anderem verpflichtet, die Stromnetze in einem guten Zustand und Preise niedrig zu halten, Elektrizitätsanlagen und Bilanzbücher wurden vom Staat kontrolliert und Parteispenden von Energieunternehmen waren verboten. Im Bundesstaat Kalifornien wurde als Erstes ein neues Energiegesetz verabschiedet. Dieses gab Enron größere Geschäftsfreiheiten. Es folgte die kalifornische Elektrizitätskrise mit Stromausfällen und einem massiven Anstieg der Strompreise um bis zu 300 Prozent, im Widerspruch zu vorherigen Ankündigungen Enrons. Die Regierung unter Bill Clinton wies daraufhin Ende 2000 eine Energiepreiskontrolle und eine Entfernung Enrons aus dem Markt in Kalifornien an. Unter der Regierung von George W. Bush wurde diese Anweisung kurz nach Amtsantritt wieder rückgängig gemacht.
Im Oktober 2001 bestätigte Enron, dass die US-Börsenaufsicht SEC eine Voruntersuchung begonnen hat, um mögliche Konflikte aufgrund der Beteiligungsverträge zu klären. Enron gestand ein, dass Gewinne in den Jahren zuvor um 1,2 Milliarden US-Dollar zu hoch ausgewiesen worden waren. Es wurden 30 Milliarden US-Dollar Schulden offenbart. 1999 gab Enron einen Jahresumsatz von 40,112 Milliarden US-Dollar an.
Am 2. Dezember 2001 meldete das Unternehmen Insolvenz an (Chapter 11), da eine Übernahme durch den Konkurrenten Dynegy am 28. November 2001 gescheitert war. Die 401(k)-Ersparnisse und Betriebsrenten der Mitarbeiter im Wert von zwei Milliarden US-Dollar gingen verloren. Im Januar 2002 wurde die Aktie vom Handel ausgesetzt. Der Aktienpreis war zuvor innerhalb kurzer Zeit vom Höchststand von 90 US-Dollar (August 2000, das Management von Enron verkaufte zu diesem Zeitpunkt seinen gesamten Aktienbestand) auf wenige Cent pro Aktie gefallen.
Im Februar 2002 wurde bekannt, dass rund 500 Enron-Manager kurz vor der Pleite ihres Konzerns kräftige Bonuszahlungen erhalten hatten. Kenneth Lay hatte im Jahr zuvor Aktien des Unternehmens im Wert von mehr als 100 Millionen Euro verkauft, einen großen Teil davon, nachdem ihm die Finanzprobleme von Enron bekannt geworden waren.
Die Ratingagenturen Standard & Poor’s und Moody’s bescheinigten bis kurz vor der Insolvenz Enron noch immer eine „vorzügliche Bonität“. Der in den Enron-Skandal verwickelte (und im Gefolge der Ermittlungen um Enron schließlich kollabierte) Wirtschaftsprüfungs-Konzern Arthur Andersen wurde im Juni 2002 wegen Behinderung der Justiz zu einer Geldbuße von 500.000 US-Dollar verurteilt.
Enron musste durch die Insolvenz seine wesentlichen inländischen Pipelines und mehrere ausländische Besitze verkaufen. Enron verkaufte seine letzte Beteiligung, Prisma Energy, im Jahr 2006 und benannte sich 2007 in Enron Creditors Recovery Corporation um.

## Beziehungen des Unternehmens zur Politik
Der Außenminister James Baker und der Handelsminister Robert Mosbacher, Mitglieder der Bush-Senior-Regierung, wurden nach ihrer Regierungszeit 1993 Berater bei Enron. Enrons Chef Kenneth Lay hatte George W. Bush in Texas und bei den Präsidentschaftswahlen mit 550.000 US-Dollar finanziell unterstützt. Enron unterstützte den Präsidentschaftswahlkampf von Bush finanziell insgesamt mit zwei Millionen US-Dollar. Die beiden Enron-Berater Robert Zoellick und Lawrence B. Lindsey wurden unter Bush US-Handelsbeauftragte. Kenneth Lays Gelder flossen aber in geringerem Umfang auch an die Demokraten. Insgesamt hatten 188 Kongressabgeordnete und 71 Senatoren laut der New York Times Geld von Enron bekommen. Im Ausland hatte Enron gute Beziehungen zur Regierung von Margaret Thatcher, die das erste regulierungsfreie Kraftwerk für Enron in Großbritannien lizenzierte. Der Energieminister unter Thatcher, John Wakeham, wurde später als Berater und Aufsichtsratsmitglied bei Enron eingestellt.

## Methoden der Bilanzfälschung
Enron veränderte seine Bilanz in der Hauptsache mit folgenden Methoden:
- Verkäufe von Waren (zum Beispiel Erdgas) als Termingeschäft (ein in der Gegenwart vereinbartes Geschäft wird erst zu einem späteren Zeitpunkt ausgeführt) wurden bereits von Anfang an als Erträge gebucht. Zudem wurden ähnliche Geschäfte zum Einkauf derartiger Waren nicht als Aufwand gebucht. Dadurch steigt der Gewinn (und damit auch das Eigenkapital) in der Berichtsperiode.

- Enron ging dazu über, solche Geschäfte mit in ausländischen Steuerparadiesen gegründeten anonymen „Offshore“-Gesellschaften abzuschließen, die unter der Kontrolle von Enron oder dessen Führungskräften standen, aber nicht in den Konsolidierungskreis des Konzernabschlusses des Enron-Konzerns einbezogen wurden. Enron machte praktisch Geschäfte mit sich selbst. Der Konzern wies die „Einnahmen“ aus diesen Geschäften in der eigenen Bilanz aus.

- Weiterhin begann das Unternehmen, die „Käufe“ der Offshore-Gesellschaften von Banken vorfinanzieren zu lassen, so dass sich der Konzern über seine anonymen Tochtergesellschaften verschuldete, ohne dass dies in der Konzernbilanz offenbart wurde.

- Eine nicht korrekte Anwendung des „Mark to market accounting“. Bei dieser Methode werden die bilanzierten Vermögenswerte mit dem „Fair Value“ – deutsch auch „Beizulegender Zeitwert“ genannt – angesetzt, der am Markt objektiv erzielt werden kann. Da jedoch an illiquiden Märkten keine transparenten Marktpreise als Bewertungsgrundlage zur Verfügung standen, musste für die Wertermittlung auf eine alternative „anerkannte Bewertungsmethode“ zurückgegriffen werden. Dies geschah zum Teil auf Kosten des Objektivierungsgrades der Bilanz, so dass es zu einer überhöhten Bewertung kam.[13]

## Gerichtliche Aufarbeitung der Insolvenz
An die Insolvenz des Enron-Konzerns haben sich verschiedene Zivilklagen angeschlossen. Hierbei versuchten die durch die Insolvenz geschädigten Aktionäre (darunter viele ehemalige Enron-Angestellte, die durch den Zusammenbruch des Konzerns nahezu ihr gesamtes Vermögen einbüßten) sowie Inhaber von Enron-Anleihen, sich zumindest einen kleinen Teil ihrer Forderungen gerichtlich zusprechen zu lassen. Dabei kam es bislang zu folgenden gerichtlichen Vergleichen:
| Kläger             | Zugesprochene Entschädigung (Mio. $) |
| ------------------ | ------------------------------------ |
| Lehman Brothers    | 222,5                                |
| Bank of America    | 69                                   |
| Arthur Andersen    | 40                                   |
| Citigroup          | 2.000                                |
| JP Morgan Chase    | 2.200                                |
| CIBC-Bank (Kanada) | 2.400                                |
| Summe:             | 7.100                                |

Den im Rahmen der bisher erfolgten Vergleiche erzielten Entschädigungen in Höhe von 7,1 Milliarden US-Dollar steht ein durch die Insolvenz vernichteter Börsenwert von 60 Milliarden US-Dollar gegenüber.
Von Enron selbst haben die Gläubiger seit November 2004 etwa 5,8 Milliarden US-Dollar erhalten. Anfang April 2006 zahlte Enron davon 4,1 Milliarden US-Dollar in bar und 568 Millionen US-Dollar in Aktien der Portland General Electric Company (PGE). Nach eigenen Angaben verfügt Enron zur Erfüllung umstrittener Ansprüche noch über Reserven in Form von 4,7 Milliarden US-Dollar in bar und 745 Millionen US-Dollar PGE-Aktien.
Erwähnenswert ist, dass bei der im Januar 2005 erfolgten Verurteilung der Mitglieder von Enrons ehemaligem Board of Directors zu einer Entschädigungssumme von insgesamt 168 Millionen US-Dollar von dieser Summe 13 Millionen US-Dollar unmittelbar durch die zehn betroffenen Verwaltungsräte aus ihrem Privatvermögen zu entrichten waren, während der Rest der Summe durch Haftpflichtversicherungen (D&O-Versicherungen) der Verurteilten abgedeckt wurde. Durch den unmittelbaren Zugriff auf das Privatvermögen der Verwaltungsräte versuchte das erkennende Gericht gezielt, die persönliche Verantwortung der Verwaltungsräte an dem Zusammenbruch des von ihnen zu beaufsichtigenden Unternehmens deutlich zu machen.
Neben den Zivilklagen waren zahlreiche Strafverfahren wegen Betrugs gegen die ehemaligen Angehörigen des Enron-Managements anhängig, die im Frühjahr 2005 zur Verhandlung anstanden. Zu den Beklagten zählten:
- Kenneth Ken Lay, CEO (Enron-Gründer)
- Jeffrey Skilling, CEO
- Andrew Fastow, CFO.

Von diesen Angeklagten haben sich im Vorfeld der Prozesse mit Ausnahme von Fastow alle für „nicht schuldig“ erklärt. Fastow dagegen hat ein Schuldeingeständnis abgelegt und sich den Behörden als Belastungszeuge gegen die übrigen Angeklagten zur Verfügung gestellt.
Richard Causey, der frühere Chefbuchhalter, hat sich am 28. Dezember 2005 vor Gericht des Wertpapierbetrugs schuldig bekannt. Causey gab zu, öffentlich falsche Angaben gemacht zu haben, um Investoren bewusst zu betrügen. Er war wie auch seine Ex-Chefs der Verschwörung angeklagt. Vor Causey hatten sich rund 20 frühere Enron-Manager in dem Pleiteskandal für schuldig bekannt. Im November 2006 wurde Causey zu fünfeinhalb Jahren Haft verurteilt.
Am 25. Mai 2006 sprach ein Geschworenengericht den Gründer des Konzerns, Kenneth Lay, und den früheren Enron-Chef Jeffrey Skilling des Betruges schuldig. Jedoch starb Kenneth Lay im Juli 2006 an Herzversagen, noch bevor das Strafmaß verkündet werden konnte. Der ehemalige Finanzchef Andrew Fastow, der als Kronzeuge in dem Prozess auftrat und beide Chefs schwer belastete, erhielt im September 2006 eine sechsjährige Gefängnisstrafe, die durch die Abmachung mit der Staatsanwaltschaft, dass er gegen andere Enron-Mitarbeiter aussagen wird, noch als niedrig anzusehen ist. Jeffrey Skilling wurde im Oktober 2006 wegen Betrugs zu 24 Jahren Haft verurteilt. Er trat seine Haftstrafe im Januar 2007 an. Ende September 2009 wurde Joseph Hirko zu einer Haftstrafe von 16 Monaten sowie einer Zahlung von sieben Millionen US-Dollar verurteilt. Hirko war zuständig für die Breitband-Services-Sparte bei Enron.
Die Daten der Firma Enron wurden auf Betreiben des Insolvenzverwalters durch die FERC (Federal Energy Regulatory Commission) im Internet veröffentlicht. Sie sind frei verfügbar und umfassen einen großen Teil des E-Mail-Verkehrs, Dateien von File-Servern und eingescannte Dokumenten. Diese umfangreiche Datenbasis eines realen Unternehmens dient als Grundlage für zahlreiche Forschungsprojekte oder als Basis für realitätsnahe Testszenarien bei Software-Entwicklungen.

## Filme
- Enron: The Smartest Guys in the Room (2005), Dokumentarfilm
- 2005 nahm man im Film Dick und Jane unmissverständlich Bezug auf die Selbstbereicherungspraxis der ehemaligen Enron-Manager
- The Crooked E: The Unshredded Truth About Enron (2003), US TV-Film, nicht in deutscher Sprache erhältlich
- Bigger Than Enron. Why the largest business scandal in American history is just the tip of the iceberg - and why investors should care, TV-Dokumentarfilm, PBS 2002, online abrufbar unter: http://www.pbs.org/wgbh/pages/frontline/shows/regulation/